# Surowe (województwo warmińsko-mazurskie)
Surowe – osada w Polsce położona w województwie warmińsko-mazurskim, w powiecie elbląskim, w gminie Pasłęk.
W latach 1975–1998 miejscowość położona była w województwie elbląskim.